# Bramantino
Bramantino, eredeti nevén Bartolomeo Suardi (1456 k., Milánó – 1536, Milánó) itáliai (lombard) festő és építész.

## Élete
1503-ban föltehetőleg Donato Bramante hívta Rómába. 1513-ban Chiaravalléban dolgozott.
1525-től II. Francesco Sforza milánói herceg udvari festője és építésze volt.

## Munkássága
Festészetére jelentősen hatottak Bramante képei. Fontos szerepet játszott a lombardiai cinquecento festészet előkészítésében. Jelesebb követőinek egyike Giovanni Antonio Amadeo.
Falképei több milánói templomot is díszítenek:
- Santa Maria delle Grazie
- Santa Maria della Passione
- San Sepolcro – Pietà

Grafikái, illetve festményei több nagy európai múzeum gyűjteményét gyarapítják:
- Amszterdam, Rijksmuseum — A pásztorok imádása (olaj, tábla, valamikor 1500 és 1535 között)
- Milánó, Pinacoteca Ambrosiana — több kép:
  - Madonna di San Michele
  - Madonna delle Torri (1520 k.)
- Milánó, Pinacoteca di Brera — több kép:
  - Mária és a gyermek Jézus Szent Mártonnal és a koldussal
  - A szent család
  - Krisztus megfeszítése
  - Madonna angyalokkal
- Boston, Szépművészeti Múzeum — Madonna gyermekével
- London, Nemzeti Galéria: A háromkirályok imádása
- Locarno, Madonna del Sasso kolostor: Menekülés Egyiptomba

Építészként jelesebb munkái:
- Capella Trivulzio — Gian Giacomo Trivulzio marsall és családjának sírkápolnája a San Nazaro Maggiore templomban (1519)
- San Maurizio al Monastero Maggiore templom (Milánó) tervei

## Képek

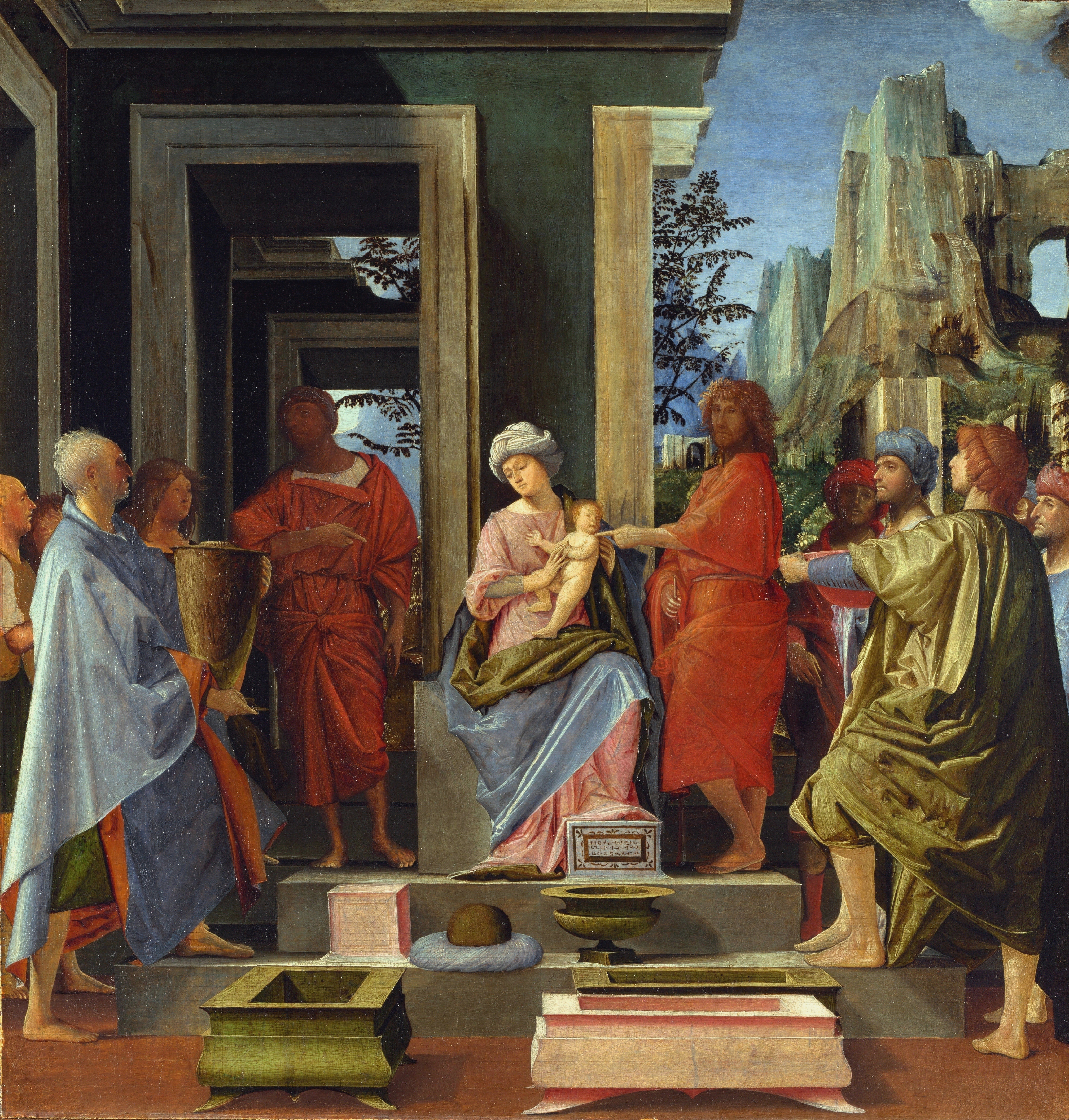
A háromkirályok imádása (London, Nemzeti Galéria)
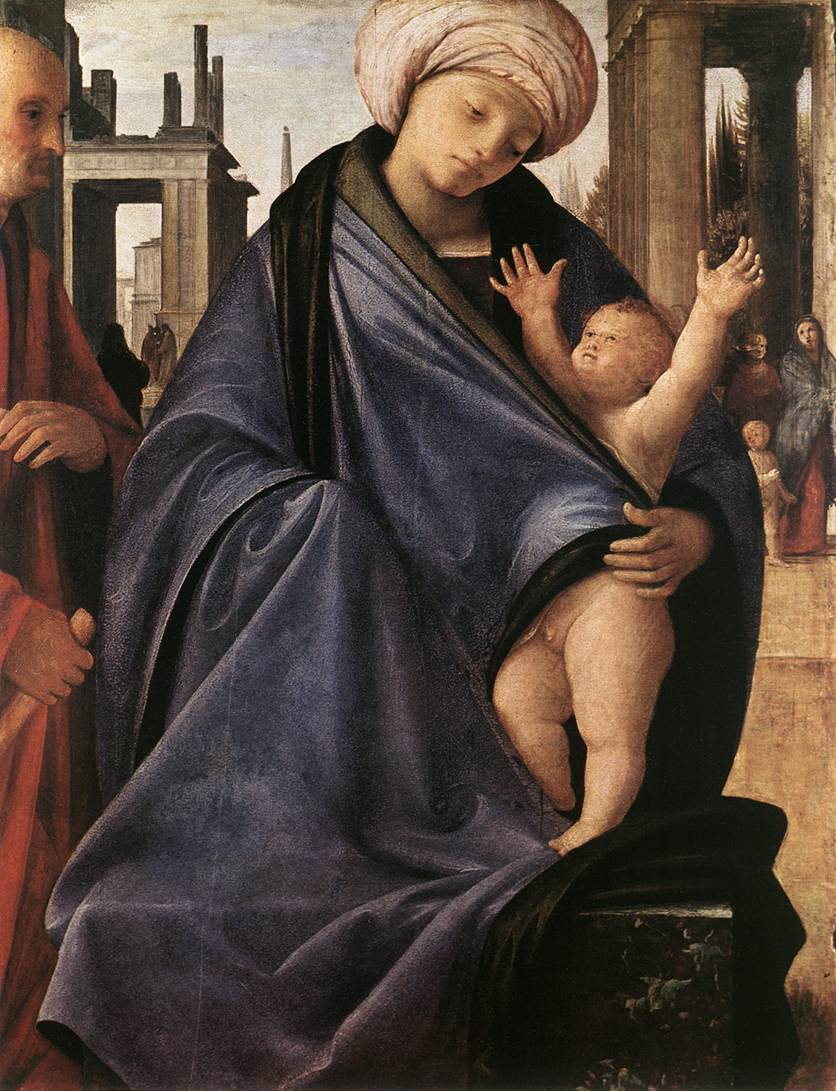
A szent család (Milánó, Pinacoteca di Brera)
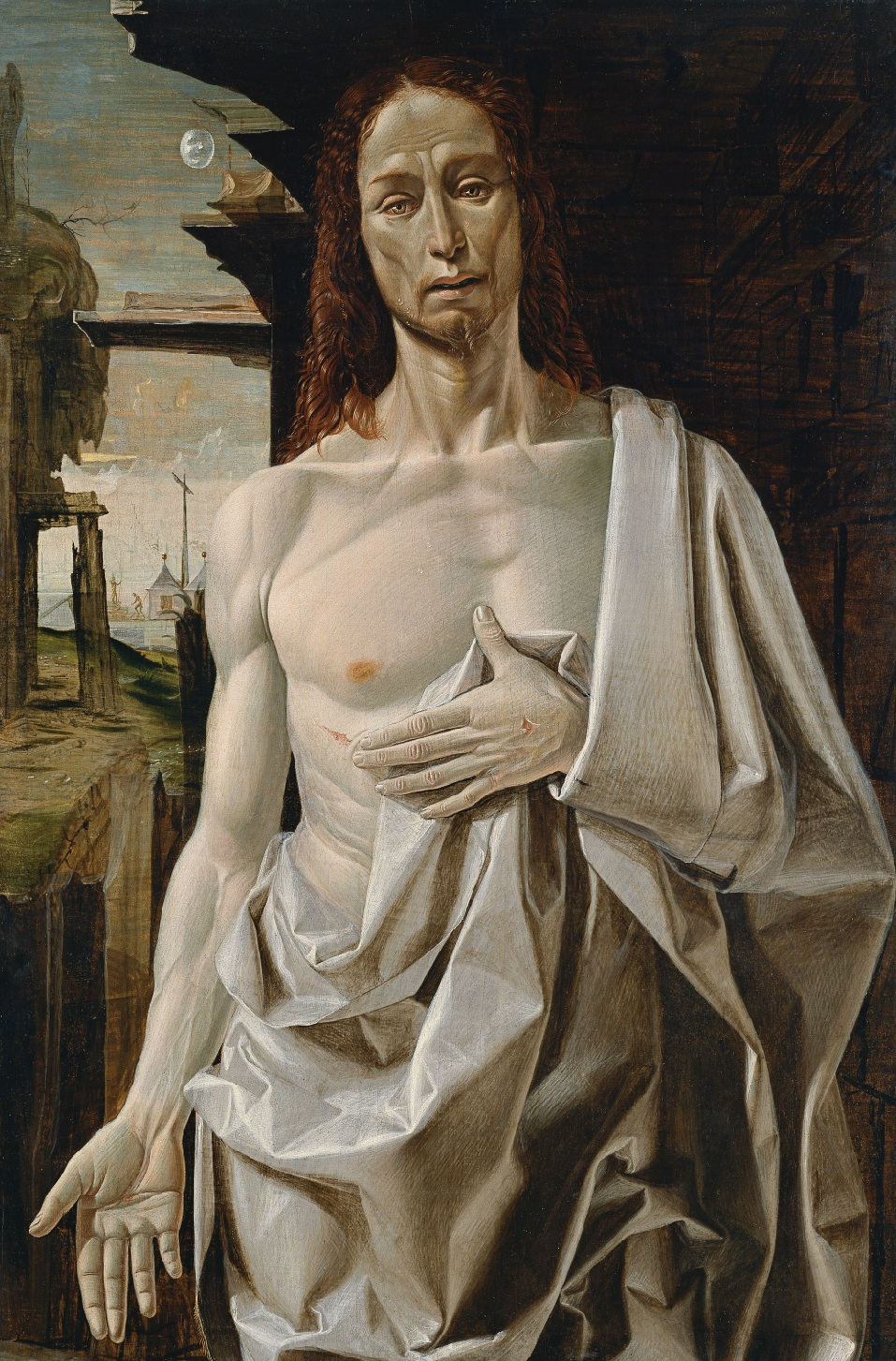
Vir dolorum (Madrid, Thyssen-Bornemisza Múzeum)
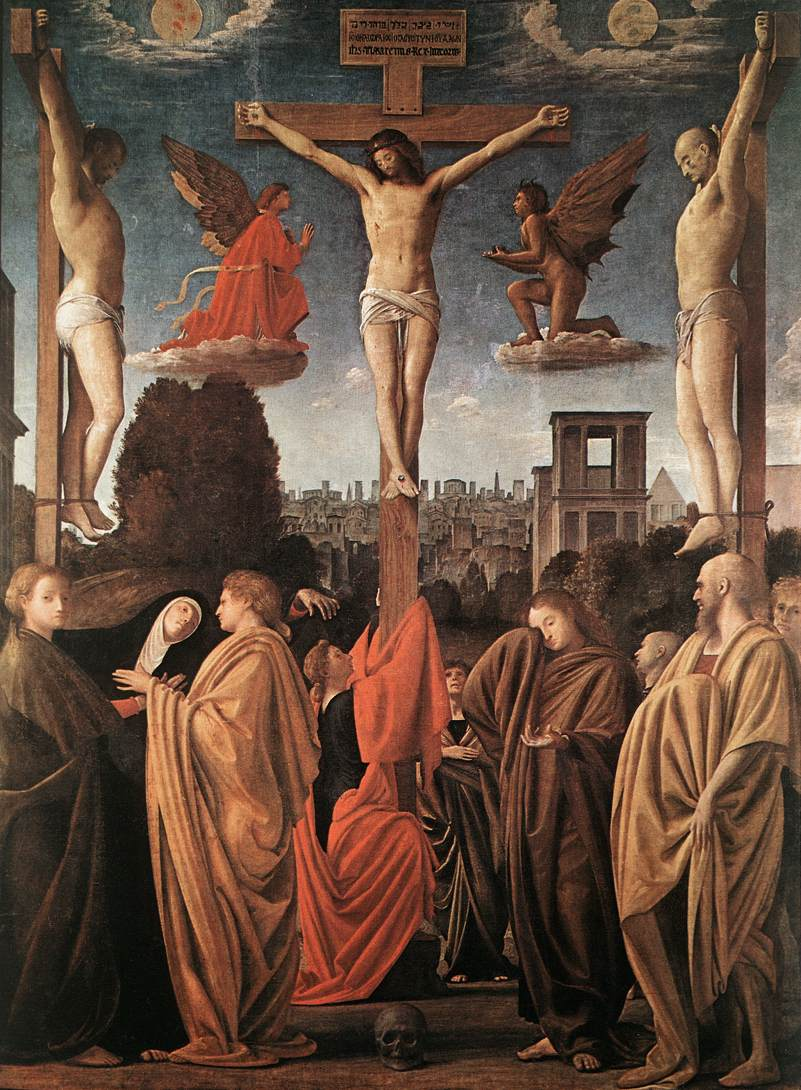
Krisztus megfeszítése (Milánó, Pinacoteca di Brera)
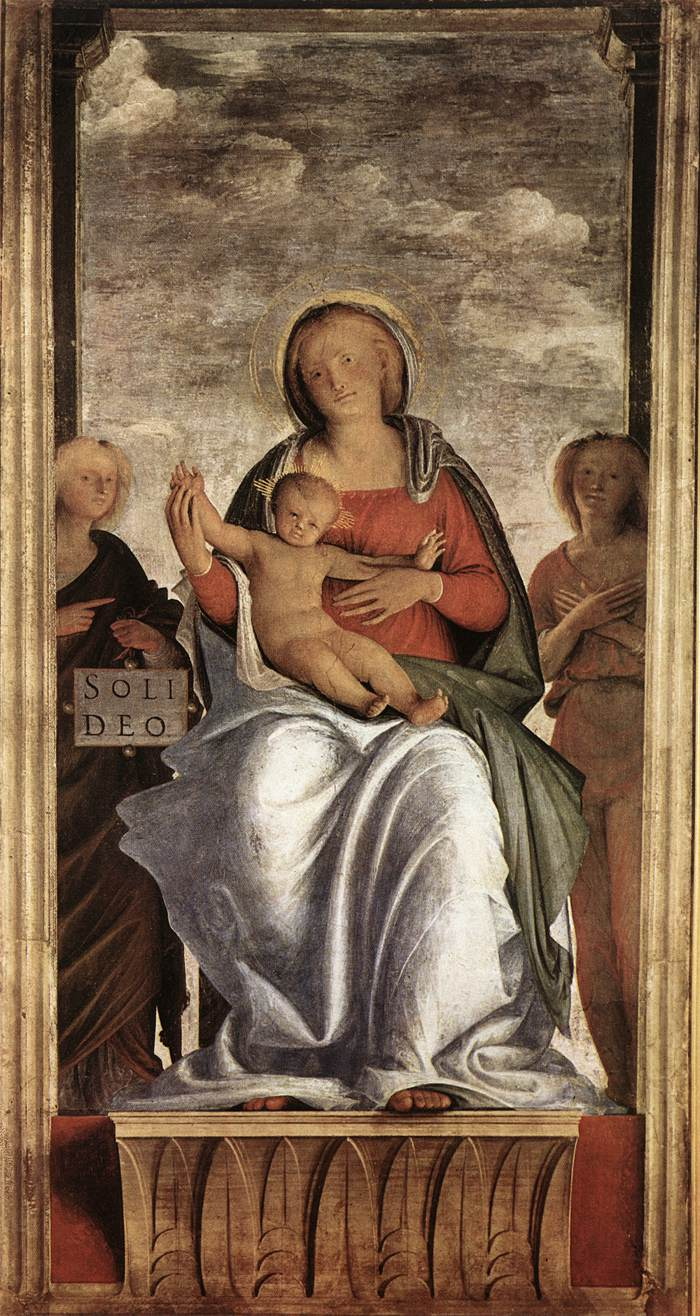
Madonna angyalokkal (Milánó, Pinacoteca di Brera)
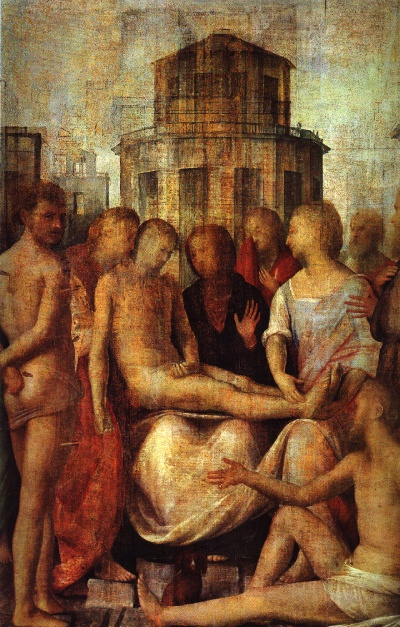
Keresztlevétel szent Sebestyénnel és szent Rókussal (Somma Lombardo, Észak-Olaszország)